# 関野浩之
関野 浩之（せきの ひろゆき、1962年5月6日 - ）は、日本のフリーアナウンサー、ナレーター。東京都出身。2023年9月までプロダクション人力舎に所属していた。

## 略歴
玉川大学芸術学部芸術学科演劇専攻を卒業した。在学中の1983年には「劇団大三帝国」（現在の劇団SWAT！）の結成に参加している。
大学卒業後は俳優として舞台やテーマパークのショーなどを中心に活動した。
28歳の時にフリーアナウンサーに転向し、テレビ番組の司会・パーソナリティ・リポーターなどを数多く担当する。
『プロ野球ニュース』でナレーションを担当したのを契機に、フジテレビにおいてスポーツ関連番組のナレーションを多く務めている。また、1997年からはサッカー日本代表のホームゲームにおけるスタジアムアナウンサーを務めており、その他日本で開催されるサッカーの主要試合（天皇杯全日本サッカー選手権大会決勝、FIFAクラブワールドカップ、JリーグYBCルヴァンカップ決勝など）でもスタジアムアナウンスを担当している。
2009年以降はプロ野球ドラフト会議の司会も担当している。また、これに倣い2013年からは「AKB48グループドラフト会議」の指名チーム・候補者読み上げも担当している。
2021年に開催された2020年東京オリンピック・パラリンピックでは横浜国際総合競技場で行われたサッカーの試合、および開会式・閉会式の日本語によるスタジアムアナウンスを担当した。
この他、CM・DVD等のナレーションや各種イベントの司会など、スポーツに限らず様々なジャンルで活動している。
2023年10月2日、契約満了につき同年9月30日をもってプロダクション人力舎を退所した事を公表した。

## 出演番組

### 現在
- World Baseballエンタテイメント たまッチ!（フジテレビ） - ナレーション
- プロ野球ニュース（2016年3月27日 - 、フジテレビONE） - 試合結果報告アナウンサー
- D:z SALT 2nd（釣りビジョン） - ナレーション

### 過去
- 明日のレース分析 土曜（日曜開催分）（グリーンチャンネル） - 司会
- 中央競馬中継（グリーンチャンネル） - 中央競馬中継WEST・土曜午後のキャスター
- JRルトラン広場（茨城放送）
- 知ってドーするの!?（テレビ東京）
- すぽると!（フジテレビ） - ナレーション
- 月刊ホットドッグ・プレスTV（BS日テレ） - ナレーション
- 矢作と山崎と（フジテレビオンデマンド） - ナレーション
- 明石家スポーツ（2017年5月5日、NHK総合テレビ） - ナレーション